# Simeó el Nou Teòleg
|  | Per a altres significats, vegeu «Simeó (desambiguació)». |

Simeó el Nou Teòleg (grec antic: Συμεών o Συμεάνης νέος θεολόγος, llatí: Symeon o Simeon Novus Theologus o Theologus Junior) (Paflagònia, 949 - Crisòpolis, Propòntida, 1022) va ser un religiós romà d'Orient, i un eminent teòleg. Se l'anomenava νέος θεολοόγος, ἡγούμενος μόνης τον ἁγίου Μάμαντος τοῦ ξηροκέρκου, Novus Theologus o Theologus junior et hegumenus (s. abbas) monasterii S. Mamantis in Xerocerco ('Teòleg jove i hegumen (o abat) del monestir de S. Mamantis de Xerocerc'), probablement per distingir-lo d'un altre Simeó, potser Simeó Metafrastes o Simeó el Pietós. És venerat com a sant per diverses confessions cristianes.

## Biografia

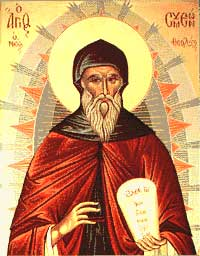
Icona russa

L'època en què va florir ha estat discutida, però se suposa que va néixer cap a mitjans del segle x, i a finals d'aquest segle i al començament del segle xi va estar en actiu. Era de família noble i fill de Basili i Teòfano, i va néixer a un lloc anomenat Galàcia, a la Paflagònia, però de jove va ser enviat a estudiar a Constantinoble on els pares tenien algun alt càrrec a la cort.
Un oncle seu el va introduir a la cort imperial, davant dels emperadors Basili II Bulgaròcton i Constantí VIII. Aquest oncle va morir sobtadament quan Simeó tenia 14 anys i el noi va decidir ingressar a la vida monàstica però el seu guia espiritual, el monjo Simeó el Pietós (Σνμεὼν ὁ εὐλαβής) li va desaconsellar i va tornar per un temps a la casa del seu oncle difunt. Al cap d'un temps va ingressar al monestir d'Estúdion i després al de Sant Mamès (Mamas) on va arribar a abat (hegumenos) i va ser ordenat prevere.
En el patriarcat de Nicolau II Crisoberges (982-996) va dimitir del càrrec d'abat per la pressió d'alguns monjos i es va dedicar a escriure llibres pietosos. Aquesta activitat va atreure l'atenció de Sergi II de Constantinoble (patriarca cap a l'any 999 fins potser el 1019) però el sincel·le de Sergi, Esteve, arquebisbe de Nicomèdia, el va acabar separant de Simeó segons sembla per gelosia. Esteve el va acusar de retre honors a la memòria de Simeó el Pietós, que havia mort, com si fos un sant; durant sis anys Simeó va ser perseguit i finalment desterrat de Constantinoble pel patriarca i un sínode. Al cap d'un temps se li va aixecar el càstig i li van oferir diversos privilegis si retirava els honors que havia fet al seu guia Simeó el Pietós, cosa que no va voler fer.
Amb l'ajut d'alguns amics rics va poder fundar un monestir al lloc de la capella de Santa Marina, al costat asiàtic de la Propòntida, on va viure fins a la seva mort.
La seva vida la va escriure un dels seus deixebles, Nicetes Pectorat, amb el títol de Tractatus de Anima, Carmen in Symeonem juniorena, vida que embelleix amb fets miraculosos i visions divines. Lleó Al·laci considera que la seva doctrina va donar lloc a l'hesicasme radical, que es basa en la quietud interior com a representació del camí de l'ésser humà cap a Déu, a través de l'exercici de la pregària del cor i la disciplina ascètica del cos.
Les seves obres són:
- Λόγοι, Orationes, editades per Lleó Al·laci, que dona un recull dels temes i les frases inicials. Fabricius l'inclou a la Bibliotheca Graeca.
- Κεφάλαια πρακτικὰ καὶ θεολογικά, Capita Moralia, que en les diferents edicions en varia el nombre. En algunes són dues-centes vint-i-vuit i en altres cent vuitanta una.
- Θεῖοι ὕμνοι, Divini Hymni o Sacrae Commentationes, himnes escrits en versos iàmbics i anacreòntics.